# Réserve naturelle nationale des Terres australes françaises
La réserve naturelle nationale des Terres australes françaises (RNN161) est une réserve naturelle nationale protégeant l'ensemble des territoires terrestres et une partie de l'espace marin des trois districts sub-antarctiques des Terres australes et antarctiques françaises (TAAF). Elle est inscrite au patrimoine mondial de l'Unesco depuis 2019.

## Localisation
La réserve nationale regroupe : l'archipel des Crozet, l'archipel des Kerguelen et les îles Saint-Paul et Amsterdam et l'ensemble de la zone économique exclusive de la France autour de ces îles. 

## Caractéristiques
Créée en octobre 2006, elle protège 7 668 km2 sur terre et 1 655 000 km2 en mer, pour une superficie totale de 1 662 000 km2. Ceci en fait de très loin la plus grande réserve naturelle de France.
Le 5 juillet 2019, le site est classé au patrimoine mondial de l'UNESCO et en est le bien le plus étendu.
Son principal objectif est la protection effective et la gestion des espaces naturels concernés dans le but de maintenir la diversité biologique globale des Terres australes, en assurant notamment la protection des cétacés, puisqu'elle se situe à l'intérieur du sanctuaire austral qui leur est dédié.
Les îles sub-antarctiques françaises représentent, de par leur éloignement de tout centre d’activités humaines, des refuges uniques pour la faune et la flore. Leur patrimoine biologique océanique est encore presque intact et se trouve être à la fois riche et d’une importance considérable.
En décembre 2016, le périmètre de la réserve a été étendu à plus de 600 000 km2, avant d'être étendu à 1 662 000 km² pour englober la totalité des zones économiques exclusives des archipels Crozet, Kerguelen, et des îles Saint-Paul et Amsterdam en 2022,. Cette extension a été actée au niveau du bien inscrit à l'Unesco en 2023. 

## Périmètre actuel de la réserve

### Partie terrestre
Pour sa partie terrestre, la réserve porte sur l'intégralité territoriale des îles et îlots des trois districts de l'archipel des Kerguelen, de l'archipel des Crozet et des îles Saint-Paul et Amsterdam. Cela représente un ensemble de plus de 300 îles pour une surface d'environ 7668 km². Le point le plus haut est le mont Ross (1 850 mètres), situé sur Grande Terre.

### Partie maritime
Pour sa partie maritime, la réserve inclut les espaces maritimes suivants :
- Archipel des Crozet : zone comprise entre les points suivants (coordonnées géographiques) :
  - Point C01 - 45° 00′ 00″ S, 45° 40′ 44″ E
  - Point C02 - 45° 00′ 00″ S, 47° 30′ 00″ E
  - Point C03 - 45° 30′ 00″ S, 47° 30′ 00″ E
  - Point C04 - 45° 30′ 00″ S, 49° 45′ 00″ E
  - Point C05 - 45° 00′ 00″ S, 49° 45′ 00″ E
  - Point C06 - 43° 02′ 41″ S, 52° 45′ 00″ E
  - Point C07 - 43° 59′ 04″ S, 55° 30′ 00″ E
  - Point C08 - 45° 15′ 00″ S, 53° 30′ 00″ E
  - Point C09 - 46° 00′ 00″ S, 53° 45′ 00″ E
  - Point C10 - 47° 15′ 00″ S, 53° 45′ 00″ E
  - Point C11 - 47° 15′ 00″ S, 52° 30′ 00″ E
  - Point C12 - 48° 00′ 00″ S, 52° 30′ 00″ E
  - Point C13 - 49° 35′ 56″ S, 54° 00′ 00″ E
  - Point C14 - 49° 45′ 18″ S, 50° 00′ 00″ E
  - Point C15 - 48° 00′ 00″ S, 49° 00′ 00″ E
  - Point C16 - 47° 00′ 00″ S, 49° 00′ 00″ E
  - Point C17 - 46° 15′ 00″ S, 48° 30′ 00″ E
  - Point C18 - 46° 15′ 00″ S, 45° 22′ 08″ E

- Archipel des Kerguelen : zone comprise entre les points suivants (coordonnées géographiques) :
  - Point K01 - 49° 00′ 00″ S, 63° 13′ 43″ E
  - Point K02 - 49° 00′ 00″ S, 64° 30′ 00″ E
  - Point K03 - 46° 30′ 00″ S, 66° 00′ 00″ E
  - Point K04 - 45° 30′ 00″ S, 68° 00′ 00″ E
  - Point K05 - 46° 30′ 00″ S, 69° 00′ 00″ E
  - Point K06 - 46° 30′ 00″ S, 72° 00′ 00″ E
  - Point K07 - 47° 30′ 00″ S, 73° 00′ 00″ E
  - Point K08 - 47° 30′ 00″ S, 74° 54′ 11″ E
  - Point K09 - 52° 04′ 35″ S, 69° 30′ 00″ E
  - Point K10 - 51° 00′ 00″ S, 69° 30′ 00″ E
  - Point K11 - 51° 00′ 00″ S, 63° 09′ 53″ E

- Îles Saint-Paul et Nouvelle-Amsterdam : zone comprise entre les points suivants (coordonnées géographiques) :
  - Point SPA01 - 37° 45′ 00″ S, 78° 15′ 00″ E
  - Point SPA02 - 38° 45′ 00″ S, 78° 15′ 00″ E
  - Point SPA03 - 39° 00′ 00″ S, 78° 00′ 00″ E
  - Point SPA04 - 39° 15′ 00″ S, 77° 30′ 00″ E
  - Point SPA05 - 39° 00′ 00″ S, 77° 00′ 00″ E
  - Point SPA06 - 37° 30′ 00″ S, 77° 00′ 00″ E
  - Point SPA07 - 37° 15′ 00″ S, 77° 30′ 00″ E
  - Point SPA08 - 37° 30′ 00″ S, 78° 00′ 00″ E

## Protection des écosystèmes terrestres et maritimes
De par son histoire, géologique et biologique, sa situation géographique à des milliers de kilomètres de tout continent et les interactions entre les milieux marin et terrestre, la réserve naturelle nationale des Terres australes françaises héberge une diversité et des populations d'espèces sans commune mesure. La collectivité des TAAF a pour mission la gestion de la réserve naturelle grâce un plan de gestion décennal. Le deuxième plan de gestion qui s'étale de 2018 à 2027 s'articule autour de sept enjeux visant la conservation du territoire : le caractère sauvage des TAAF, le bon état de préservation des écosystèmes terrestres austraux, la caractérisation et la préservation des écosystèmes marins austraux riches et diversifiés, le développement des connaissances sur les oiseaux et mammifères marins en vue de préserver les populations d'oiseaux les plus menacées, le développement de l’acquisition de connaissances sur les ressources marines exploitées, le renforcement des connaissances scientifiques sur un territoire sentinelle, laboratoire du vivant et observatoire de la biodiversité et des changements globaux, la préservation du patrimoine historique et culturel.

## Histoire
Un long combat a été mené pendant quarante ans par les scientifiques pour convaincre les décideurs et les agents sur place de la nécessité de protéger au maximum les territoires, les eaux territoriales et la biodiversité des districts des îles Kerguelen, de l'archipel Crozet et de Saint-Paul et Nouvelle-Amsterdam: il a abouti, 3 octobre 2006, à la création de la réserve naturelle nationale des Terres australes françaises,.
Le 15 septembre 2008, elle devient un site Ramsar. Le 5 juillet 2019, les terres et mers australes françaises sont classées au patrimoine mondial de l'UNESCO. La réserve naturelle nationale des Terres australes françaises englobe l'ensemble des terres émergées, soit 7 668 km2 et une zone maritime de 1 655 000 km2 c'est-à-dire bien plus que la superficie de la France métropolitaine. Cela en fait l'une des aires marines protégées les plus étendues du monde et la plus grande réserve halieutique de la planète.

## Administration, plan de gestion, règlement
La réserve naturelle est gérée par les TAAF.

## Extension du périmètre
En 2016 (dans le cadre de la loi pour la reconquête de la biodiversité, de la nature et des paysages) le périmètre a été étendu à plus de 600 000 km2, puis à plus de 1 662 000 km2 en 2022 pour notamment :
1. maintenir les fonctionnalités écologiques marines structurantes du réseau trophique des Terres australes et plus largement de l’océan Indien ;
2. « préserver la richesse du patrimoine naturel marin et la contribution à la santé globale des océans » ;
3. « créer des zones de protection renforcée marines » ;
4. « valider le modèle de gestion durable des pêcheries développées dans la réserve ».

## Reconnaissance internationale

### Site Ramsar

Le 15 septembre 2008, les îles Saint-Paul et Amsterdam, Crozet, Kerguelen (site de 2 337 100 ha) de la réserve naturelle nationale des Terres australes françaises ont été inscrites en tant que « site d’exception pour la conservation de l’avifaune mondiale, ces îles hébergent plus de 50 millions d’oiseaux issus de 47 espèces dont 4 sont endémiques et 12 sont considérées comme menacées sur la Liste rouge mondiale de l’UICN. Considérée comme l’un des derniers lieux de « naturalité » au monde, ces territoires jouent un rôle majeur dans le maintien de la biodiversité au niveau mondial », au titre de la convention de Ramsar sous le numéro 1 837.

### Liste verte de l'UICN
L'Union internationale pour la conservation de la nature (UICN) a créé en 2014 sa liste verte des aires protégée. Ce label international « vise à reconnaître à travers le monde des aires protégées qui sont gérées équitablement et efficacement, avec des impacts positifs sur la natue et la société ».
Le 24 novembre 2018, la réserve naturelle nationale des Terres australes françaises a été ajouté à cette liste.

### Patrimoine mondial de l'UNESCO
La réserve naturelle nationale a été inscrite au patrimoine mondial de l'UNESCO, à l'unanimité par les 21 membres du comité, le 5 juillet 2019, sur les critères naturels VII, IX et X, à savoir qu'elle représente une aire d'une beauté remarquable, accueillant des processus biologiques et écologiques représentatif de l'évolution des communautés et des écosystèmes, grâce à l'isolement de ces îles, et enfin parce qu'elle participe à la conservation in-situ des oiseaux marins et des mammifères marins.